# École nationale d'ingénieurs des techniques des industries agricoles et alimentaires
L’École nationale d’ingénieurs des techniques des industries agricoles et agroalimentaire (ENITIAA) était une école d'ingénieurs fondée en 1974 à Nantes, sur le campus de la Géraudière.
Elle était sous la tutelle du ministère de l'Agriculture, de l'Alimentation et de la Pêche, au sein de l'enseignement supérieur agricole et vétérinaire en tant qu'établissement public à caractère administratif (EPA).
Outre la formation initiale d'ingénieurs, l'ENITIAA proposait aussi des formations d'ingénieurs par la formation continue et par VAE, ainsi qu'un BTS IAA et quatre licences professionnelles.
L'ENITIAA fait aujourd'hui partie d'Oniris.

## Enseignement
Le cursus ingénieur se déroulait sur trois années partagées en 6 semestres numérotés de S5 à S8 (la numérotation commence à 5 car les élèves sont supposés avoir réalisé 2 ans de formation antérieures correspondant aux semestres S1 à S4)
- S5 à S7 : parcours commun ;
- S8 : parcours commun et unités de valeur optionnelles ;
- S9 : parcours personnalisé ;
- S10 : stage de fin d'étude (24 semaines).

Le parcours commun était constitué de plusieurs unités :
- sciences et outils pour l’ingénieur (SOI) ;
- sciences et technologies alimentaires (STA) ;
- sciences économiques, sociales et de gestion (SESG) ;
- génie des procédés alimentaires (GPA) ;
- projets et enseignements pluridisciplinaires d’intégration (projet et EPI) ;
- communication, langues, expression, sport (CLES) ;
- stages et projet professionnel.

Le parcours personnalisé débuté en S8 (par le biais d'options) proposait trois orientations principales :
- conception et optimisation de produits alimentaires ;
- ingénierie des procédés alimentaires et management de production ;
- management de la qualité, de la sécurité et de l’environnement.

Les élèves avaient la possibilité d'effectuer un ou deux semestres (à partir du S7) dans une université partenaire en France ou à l'étranger.
En plus du stage de fin d'étude au semestre 10, deux stages étaient obligatoire durant la formation (4 et 8 semaines).

## Laboratoire de recherche
L'ENITIAA était dotée de laboratoires dans plusieurs domaines, dirigés par quatre équipes de recherche :
- GEPEA : génie des procédés, environnement, agroalimentaire ;
- LARGECIA : laboratoire de recherches en gestion et économie des industries alimentaires ;
- QM2A : qualité microbiologique et aromatique des aliments ;
- sensométrie-chimiométrie.

Chaque équipe travaillait en partenariat avec l'Université de Nantes.

## Anciens élèves et professeurs
L'association des anciens élèves de l'ENITIAA est l'[association des ingénieurs diplômés (AID). Créée en 1977 sous l'impulsion des premiers anciens, elle publie chaque année un annuaire recensant tous anciens élèves ingénieurs ainsi que leurs coordonnées personnelles et professionnelles. Elle organise aussi une journée annuelle de rencontre sur les métiers entre les ingénieurs en poste et les étudiants.

## Création d'Oniris
Au 1er janvier 2010, l'ENITIAA et l'École nationale vétérinaire de Nantes (ENVN) ont fusionné pour former l'École nationale vétérinaire, agroalimentaire et de l'alimentation, Nantes-Atlantique. Le « nom court » choisi pour l'établissement est Oniris.
Par cette fusion, l'école a aussi changé de statut puisqu'elle est devenue un Grand Établissement sous forme d'un EPSCP.